# Cohors I Civium Romanorum
Die Cohors I Civium Romanorum [ingenuorum] [equitata] [pia fidelis] (deutsch 1. Kohorte der römischen Bürger [der Einheimischen] [teilberitten] [loyal und treu]) war eine römische Auxiliareinheit. Sie ist durch Militärdiplome, Inschriften und Ziegelstempel belegt. Laut John Spaul ist die Kohorte mit der in Inschriften aufgeführten Cohors I Ingenuorum identisch.

## Namensbestandteile
- Cohors: Die Kohorte war eine Infanterieeinheit der Auxiliartruppen in der römischen Armee.

- I: Die römische Zahl steht für die Ordnungszahl die erste (lateinisch prima). Daher wird der Name dieser Militäreinheit als Cohors prima .. ausgesprochen.

- civium Romanorum: der römischen Bürger. Die Soldaten der Kohorte wurden bei Aufstellung der Einheit aus römischen Bürgern rekrutiert.

- ingenuorum: der Einheimischen bzw. der Freigeborenen. Der Zusatz kommt in zwei Inschriften[1] vor.

- equitata: teilberitten. Die Einheit war ein gemischter Verband aus Infanterie und Kavallerie. Der Zusatz kommt in zwei Inschriften[2] vor.

- pia fidelis: loyal und treu. Domitian (81–96) verlieh den ihm treu gebliebenen römischen Streitkräften in Germania inferior nach der Niederschlagung des Aufstands von Lucius Antonius Saturninus die Ehrenbezeichnung pia fidelis Domitiana.[3] Der Zusatz kommt in einem der Diplome von 101 und in einer Inschrift[4] vor.

Da es keine Hinweise auf den Namenszusatz milliaria (1000 Mann) gibt, war die Einheit eine Cohors quingenaria equitata. Die Sollstärke der Kohorte lag bei 600 Mann (480 Mann Infanterie und 120 Reiter), bestehend aus 6 Centurien Infanterie mit jeweils 80 Mann sowie 4 Turmae Kavallerie mit jeweils 30 Reitern.

## Geschichte
Die Kohorte war in den Provinzen Germania inferior und Germania superior (in dieser Reihenfolge) stationiert. Sie ist auf Militärdiplomen für die Jahre 98 bis 134 n. Chr. aufgeführt.
Über die Anfänge der Einheit gibt es verschiedene Vermutungen. Möglicherweise ist die Kohorte auf zwei Militärdiplomen aufgeführt, die auf 81/84 und 95/96 datiert sind. Der erste Nachweis der Einheit in der Provinz Germania inferior beruht auf einem Diplom, das auf 98 datiert ist. In dem Diplom wird die Kohorte als Teil der Truppen (siehe Römische Streitkräfte in Germania) aufgeführt, die in der Provinz stationiert waren. Weitere Diplome, die auf 101 datiert sind, belegen die Einheit in derselben Provinz.
Zwischen 101 und 116 wurde die Kohorte in die Provinz Germania superior verlegt. Der erste Nachweis der Einheit in der Provinz beruht auf einem Diplom, das auf 116 datiert ist. Ein weiteres Diplom, das auf 134 datiert ist, belegt die Einheit in derselben Provinz.
Der letzte Nachweis der Kohorte in Germania superior beruht auf einer Inschrift, die auf 211 datiert ist.

## Standorte
Standorte der Kohorte in Germania waren möglicherweise:
- Kastell Seligenstadt: eine Inschrift[11] wurde hier gefunden.

Eine Inschrift und ein Ziegel mit dem Stempel der Einheit wurden beim Kastell Großkrotzenburg gefunden. Darüber hinaus wurden Ziegel mit den Stempeln der Einheit auch noch bei Arzbach und Bad Ems sowie bei den Kastellen Arnsburg, Kesselstadt und Saalburg gefunden. Durch eine Inschrift ist belegt, dass Soldaten der Einheit in Steinbrüchen bei Brohl gearbeitet haben.

## Angehörige der Kohorte
Folgende Angehörige der Kohorte sind bekannt.

### Kommandeure
| - [] Spi[], ein Präfekt (CIL 9, 5362) - Gaius Iulius Rufinus: er wird auf einem Diplom von 101 als Kommandeur genannt. - Flavius Antiochus, ein Präfekt - Lucius Attius Lucanus, ein Tribun (CIL 12, 3177) | - Lucius Flavius Saecularis, ein Präfekt - Q. Lu[]didius Macrinus - Titus Mestrius Severus, ein Tribun - Titus Visulanius Crescens, ein Tribun |

### Sonstige
| - [T(itus)] Corn(elius) Flavus, ein Soldat (AE 1955, 113) - C(aius) Mucius Clemens, ein Centurio (AE 1955, 113) - C(aius) Ligurius Asper, ein Centurio (CIL 5, 3936) | - [] Iunius Ela[]us, ein Centurio (AE 1978, 555) - Mucacentus, ein Centurio: ein Diplom von 101 (RMM 9) wurde für ihn ausgestellt. |